# Forte de Nossa Senhora de Porto Salvo
O Forte de Nossa Senhora de Porto Salvo, também referido como Forte da Giribita e Forte da Ponta do Guincho, localiza-se à margem direita do Estuário do Tejo, na vila de Oeiras, sobre uma ponta rochosa. Pertence à freguesia de Oeiras e S. Julião da Barra, Paço da Arcos e Caxias, na Costa de Lisboa.

## História

### Antecedentes
Remonta à chamada Bateria do Guincho, mais tarde denominada de Bateria de Nossa Senhora de Porto Salvo.

### A Guerra da Restauração ao século XVIII
No contexto da Guerra da Restauração da independência portuguesa, foi reconstruído por iniciativa de D. António Luís de Menezes (1596-1675), 3° conde de Cantanhede, tendo as suas obras se concluído em 1649, conforme inscrição epigráfica sobre o Portão de Armas, que reza:
"REINANDO EL REI NOSSO SNOR / DOM IOAO 4 SE FEZ ESTA OBRA / POR MANDADO DO CONDE D CAN / TANHEDE DOS SEVS CONSOS DO ESTA / DO E GVERRA VEEDOR DE SVA / FZDA NO ANNO DE / 1649"
Foi artilhado com quatro peças. Ao final do século XVII, a sua guarnição encontrava-se sob o comando do cabo Inácio Gomes (1695).
No século XVIII, os relatórios dão conta de que se encontrava artilhada com duas peças do calibre 24, mantendo mais cinco incapazes para o serviço (1735). Ainda comandado pelo cabo Inácio Gomes, este foi promovido a capitão de Infantaria (1740), passando o comando do forte ao cabo Estevão José de Brito (1741). A partir de 1763, o comando passou para o sargento-mor do Regimento da Armada Real, José António de Andrade, quando se encontrava artilhado com sete peças de ferro do calibre 18. Estevão José de Brito reassumiu o comando a partir de 1765. Ao se encerrar o século, o comando passou por mercê ao alferes do Regimento de Cavalaria de Évora, João Pinto Ribeiro de Vasconcelos e Sousa (1798).

### Do século XIX aos nossos dias

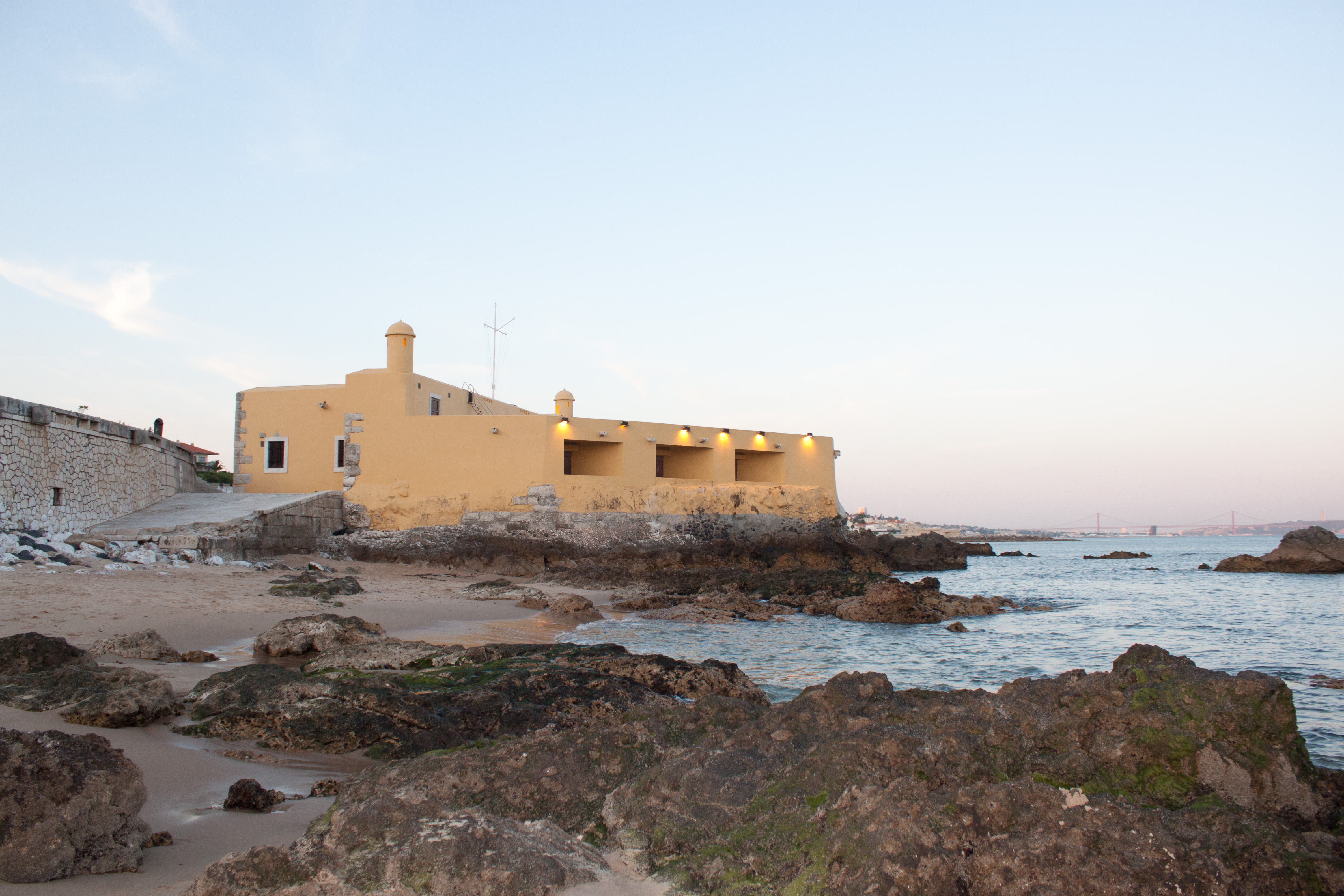
Forte de N. Sra. de Porto Salvo visto da praia adjacente.

No início do século XIX, o tenente João Francisco da Cruz Alagoa encontrava-se no comando (1804), tendo a sua artilharia sido reduzida a apenas duas peças (1824). No contexto das Guerras Liberais encontrava-se guarnecido por vinte e dois artilheiros, aos quais se somava um cabo, um oficial inferior e um sub-oficial no comando de vinte e dois soldados de infantaria. A sua artilharia elevava-se agora a sete peças (1832).
Sob o comando do tenente reformado D. José António Lócio (1873), são iniciadas obras de recuperação nas suas instalações, no montante de 273$000 reis (1874). A partir de 1877 as suas dependências foram entregues à Comissão de Defesa de Lisboa e seu Porto, que as utilizaram como depósito de material de torpedos, função que ainda exercia no primeiro ano da República, quando sofreu obras de beneficiação geral (1911).
À época da Segunda Guerra Mundial, tendo Portugal se mantido neutro no conflito, foi entregue ao Ministério das Finanças, que o cedeu à Junta Autónoma das Estradas, para ser restaurado no âmbito do arranjo paisagístico da orla marítima por ocasião da abertura da Av. Marginal (1942). No ano seguinte, a Legião Portuguesa solicitou que o imóvel lhe fosse cedido para a instalação de um pavilhão de regatas de vela.
Quando da eclosão da Revolução dos Cravos (1974), as instalações do forte foram ocupadas e, no ano seguinte, transferidas para a Direcção das Infraestruturas Navais da Marinha portuguesa.

## Características
Trata-se de um pequeno forte marítimo, de estilo barroco, destinado a reforçar a defesa da barra do rio Tejo, coadjuvando a defesa proporcionada pelo Forte de São Julião da Barra. Apresenta planta no formato pentagonal irregular orgânico (adaptada ao terreno), em diferentes cotas.
A estrutura de reboco apresenta os cunhais realçados em cantaria de pedra. Ao centro do muro norte abre-se o Portão Monumental em verga reta, com moldura também de cantaria, encimado por placa epigráfica de pedra onde se inscrevem a data de fundação (1649) e as armas reais. Duas guaritas circulares encimadas por cúpulas, articulam-se por um muro.
No terrapleno erguem-se a edificação de serviço com quatro compartimentos, cada um servido por janela de peito de verga recta, e abrem-se seis canhoneiras nos muros pelo lado do mar.

## Galeria

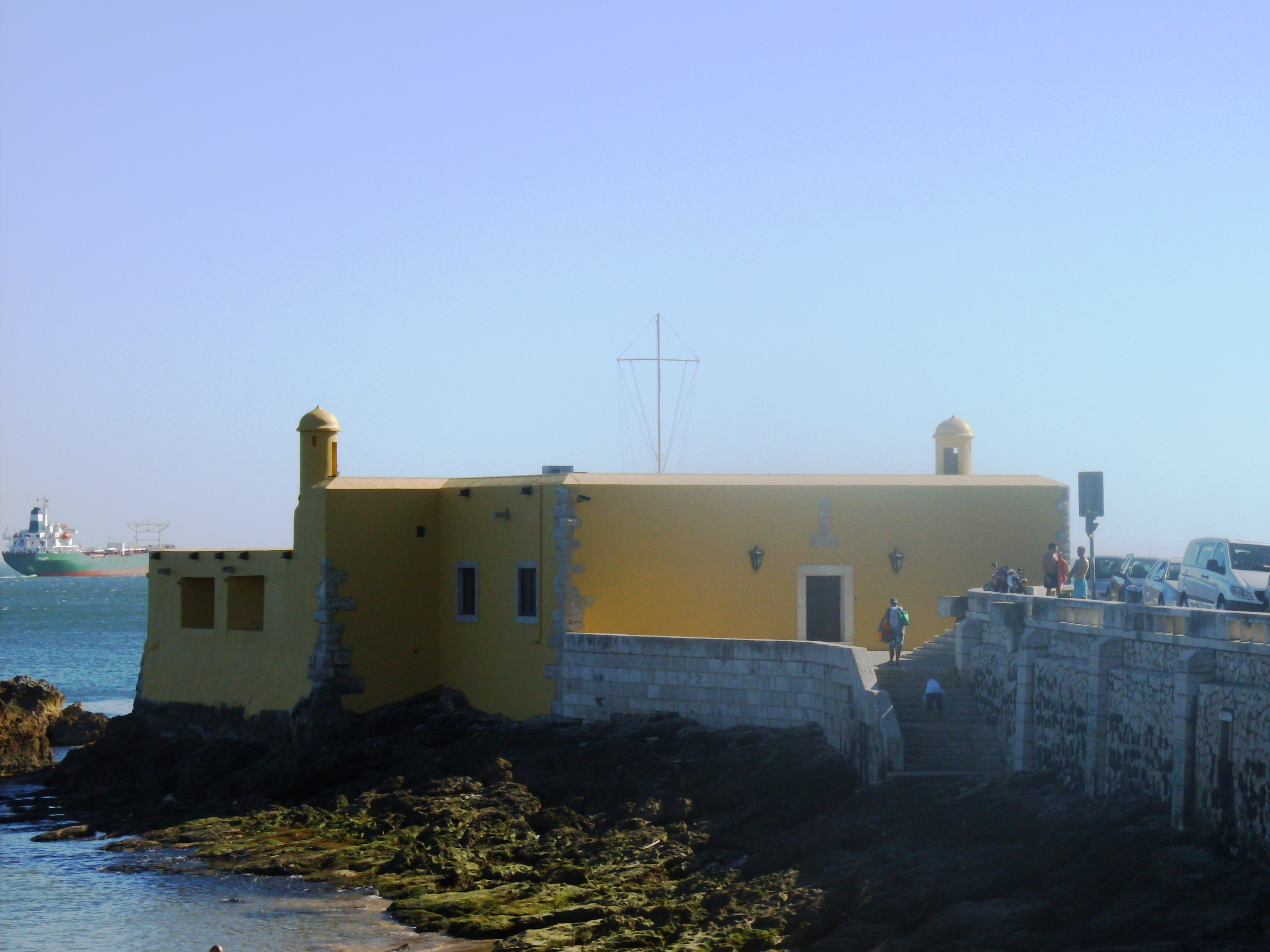
Vista lateral esquerda e fachada
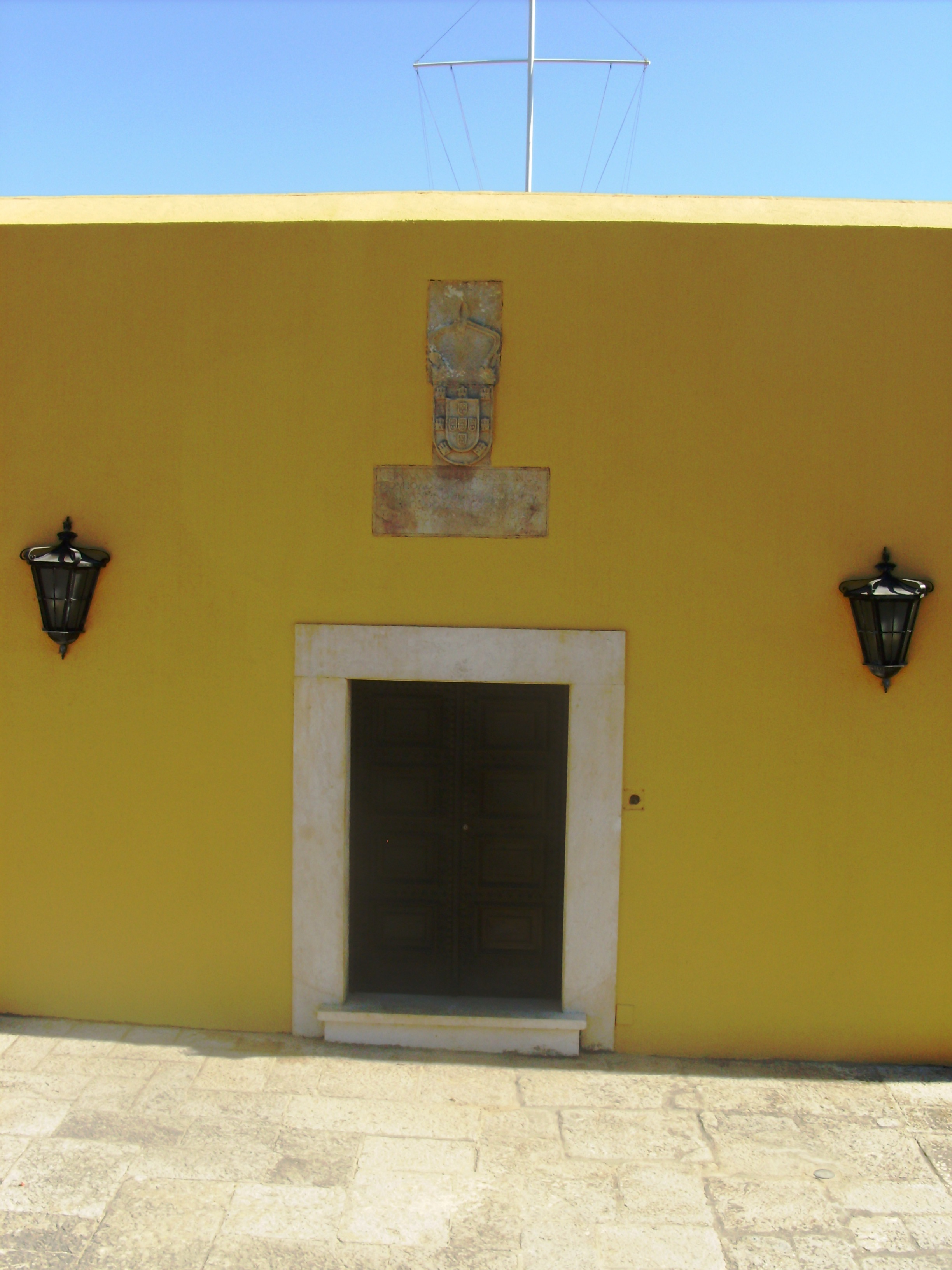
Portão de Armas
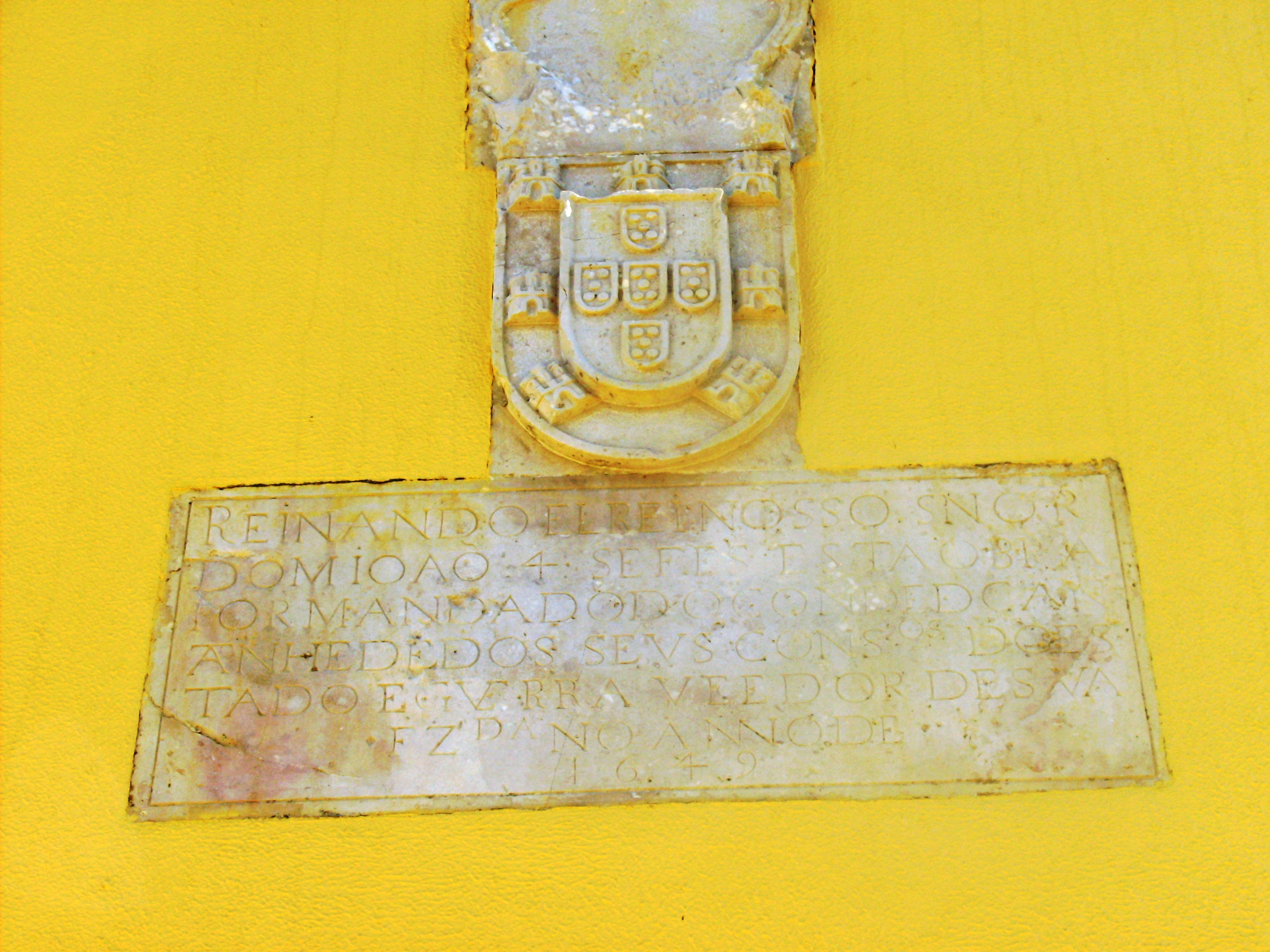
Placa epigráfica e brasão de armas
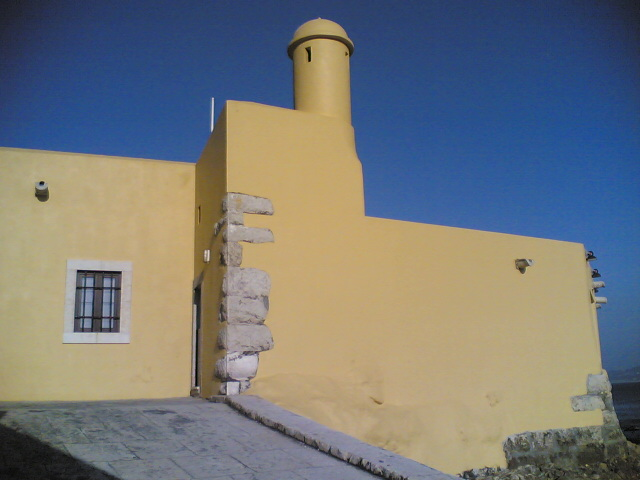
Vista lateral direita